# عفيف بن بدره
عفيف بن بدره (بالفرنسية: Affif Ben Badra)‏
```
هو 
ممثل
 
فرنسي
، ولد في 1960.
```

## أعمال

### أفلام
- (1997) دوبيرمان[2]
- (2005) داني ذا دوج[3]
- (2008) 10000 ق م[4][5]
- (2011) كولومبيانا[6][7]

## وصلات خارجية
- عفيف بن بدره على موقع IMDb (الإنجليزية)
- عفيف بن بدره على موقع ألو سيني (الفرنسية)
- عفيف بن بدره على موقع قاعدة بيانات الفيلم (الإنجليزية)